# Carbutamid
Carbutamid ist eine chemische Verbindung aus der Gruppe der Sulfonylharnstoffe und Sulfonamide, welche 1959 als erstes orales Antidiabetikum von Boehringer Mannheim patentiert wurde. Carbutamid kam 1956 in Deutschland als Oranil bzw. Nadisan auf den Markt. Entwickelt wurde es von Erich Haack (Klinische Tests Hellmuth Kleinsorge).
Das Präparat wurde in Frankreich an Servier lizenziert, die es mehrere Jahre vertrieb.

## Pharmakologie
Carbutamid hat – wie viele Sulfonamide – ausgeprägte bakteriostatische Wirkung. Durch Substitution der Aminogruppe am Phenylring durch eine Methylgruppe (Tolbutamid) wurde dieser unerwünschte Effekt beseitigt, ohne dass die blutzuckersenkende Eigenschaft verloren ging. Carbutamid wird daher heute nicht mehr verwendet.
Die blutzuckersenkende Wirkung kommt unter anderem durch Freisetzung von Insulin aus den Langerhans-Inseln des Pankreas (Bauchspeicheldrüse) zustande. Es wird im Körper rasch resorbiert und fast ausschließlich renal ausgeschieden. Eine durch Carbutamid verursachte Hypoglykämie kann durch Kombination mit einer Alkoholinjektion vermieden werden.